# Svante Sture
Svante Sture (Svante Stensson Sture; nascido em Estocolmo em 1517, assassinado em Uppsala em 1567) foi um conde, condestável do reino e estadista sueco. Foi conselheiro real (riksråd) em 1544, condestável do reino (riksmarsk) em 1560, e governador da Estónia em 1562-1564.

Acusado de alta traição, foi assassinado no Castelo de Uppsala pelo próprio rei Érico XIV, num ataque de fúria incontrolada.